# Berthe Bovy

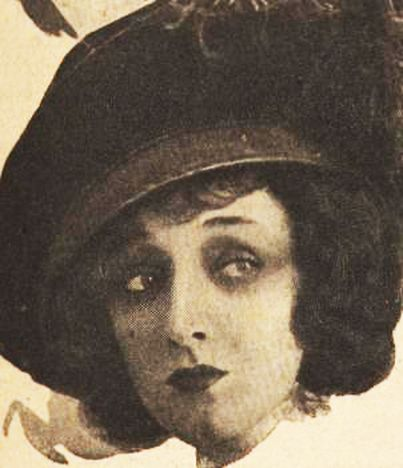
Berthe Bovy (1917)

Berthe Marguerite Jeanne Bovy (* 6. Januar 1887 in Lüttich, Provinz Lüttich; † 26. Februar 1977 in Montgeron, Département Essonne, Île-de-France, Frankreich) war eine belgische Schauspielerin, die vor allem durch ihre zahllosen Rollen in Komödien bekannt wurde.

## Leben
Berthe Bovy war die Tochter des Journalisten, Dichters und Dramatikers Théophile Bovy, der den Text zu Le Chant des Wallons, der Hymne Walloniens, verfasste. Durch ihren Vater erhielt sie eine Gesangsausbildung sowie erste kleinere Rollen in Bühnenwerken.
Nach ihrer Ausbildung am Conservatoire royal de Bruxelles und 1906 am Conservatoire national supérieur d’art dramatique in Paris bei Charles Le Bargy trat sie 1907 der Comédie-Française bei, wo sie mit Sarah Bernhardt zusammenarbeitete. Dort gab sie ihr Debüt in Le Baiser, einer Opéra comique von Adolphe Deslandres, wo sie die Rolle eines Transvestiten spielte. Ihren Durchbruch als Schauspielerin hatte sie allerdings erst kurz darauf in La cousine Bette von Honoré de Balzac.
Kurz darauf begann sie auch ihre Laufbahn als Filmschauspielerin, als sie in der „Film d’Art“-Produktion Die Ermordung des Herzogs von Guise (1908) als Page mitspielte. In dem Stummfilm La reine Margot (1910) von Camille de Morlhon verkörperte sie Königin Margarete von Valois.
1921 feierte sie große Erfolge bei einer Tournee mit dem Stück La Terre von André Antoine. An der Comédie-Française spielte sie mit bekannten Schauspielern wie Madeleine Renaud, Fernand Ledoux und Pierre Fresnay, den sie 1929 in dritter Ehe heiratete, während es für Fresnay die zweite Ehe war.
Einen überragenden Erfolg hatte sie 1930 in dem Drama La Voix humaine von Jean Cocteau: In diesem Stück spielte sie eine Frau, die am Telefon letztmals zu ihrem Geliebten spricht, der sie verlassen hat, um zu heiraten. In dieser Rolle wurde ihr großes Talent besonders deutlich und von Cocteau selbst mit den Worten gewürdigt:
„Sie ist alles, aus Knochen und Sehnen, und vibriert wie eine Stradivari.“
‚Elle est tout en os et en nerfs et vibre comme un Stradivarius.‘
In dem Film Le Jouer (1938) von Louis Daquin und Gerhard Lamprecht, der französischsprachigen Version von Lamprechts Film Der Spieler (1938), spielte sie an der Seite von Pierre Blanchar und Viviane Romance die vielbeachtete Rolle der ‚Babuschka‘.
Nach der Besetzung Belgiens durch die deutsche Wehrmacht während des Westfeldzuges im Zweiten Weltkrieg 1940 verweigerte sie 1942 eine Tournee durch Deutschland und verließ das Théâtre français. Gleichwohl spielte sie an Boulevardtheatern Rollen in Stücken wie Arsenic et Vieilles Dentelles (Arsen und Spitzenhäubchen) von Joseph Kesselring und begründete damit ihr neues Image als würdige ältere, wenngleich schwierige Dame.
Einen weiteren vielbeachteten Filmauftritt hatte sie 1945 als ‚Madame Bonnet‘ in Boule de suif nach Guy de Maupassant von Regisseur Christian-Jaque neben Micheline Presle  und Louis Salou. 1950 feierte sie ein vielbeachtetes Bühnen-Comeback im Maison de Molière in einer Rolle in dem Stück La Folle Aventure. Des Weiteren gab sie eine viel beachtete Tournee mit dem nach dem Roman Das Halsband der Königin von Alexandre Dumas der Ältere entstandenen gleichnamigen Theaterstück. In L'affaire Naundorf. Énigmes de l'histoire verkörperte sie, mittlerweile Honorarmitglied der Comédie-Française, die Rolle der Agathe de Rambaud.
Ihren letzten großen Auftritt hatte sie 1967 als Achtzigjährige als „Madame Pernelle“ in Tartuffe von Molière.

## Filmografie (Auswahl)
- 1908: Die Ermordung des Herzogs von Guise (L’Assassinat du duc de Guise)
- 1910: David et Goliath
- 1911: Latude ou Trente-cinq ans de captivité
- 1912: L’attrait de Paris
- 1912: La conquête du bonheur
- 1921: La Terre
- 1938: Le Jouer
- 1945: Boule de suif
- 1948: L’ombre
- 1948: Von Mensch zu Mensch (D‘homme à hommes)
- 1948: L’armoire volante
- 1951: La maison Bonnadieu
- 1954: Der Fall Maurizius (L'affaire Maurizius)
- 1955: Das Geheimnis der Schwester Angelika (Le Secret de sœur Angèle)
- 1956: Guten Tag Herr Doktor! (Bonjour Toubib)
- 1957: Énigmes de l’histoire (Fernsehserie)
- 1967: L’Arlésienne (Fernsehfilm)
- 1971: Crime et châtiment (Fernsehfilm)
- 1971: La belle aventure (Fernsehfilm)